# Abdeslam Ouaddou
Abdeslam Ouaddou (en berbère : ⵄⴱⴷ ⵙⵙⵍⴰⵎ ⵓ ⵄⴷⴷⵓ, et en arabe : عبد السلام وادو) est un footballeur international marocain, né le 1er novembre 1978 à Alnif, près de Errachidia (Maroc) avant de devenir entraîneur.

## Biographie
Né à Alnif au Maroc il grandit à Nancy.

### Débuts
Il débute à Jarville-la-Malgrange, club avec lequel il est champion de France en poussins en 1989. Ce Marocain signe son premier contrat professionnel dix ans plus tard, avec Nancy. Le 20 novembre 1999, il joue son premier match en Division 1, à Nantes, en remplacement de Fabien Lefèvre pour pallier l'expulsion de Cédric Lécluse. À partir de cette date, il devient titulaire de l'équipe nancéienne.

### De Nancy à Fulham
Mais en juin 2001, l’ASNL est obligée de se séparer de ce joueur d’avenir pour équilibrer ses comptes. Abdes part tenter sa chance en Angleterre, à Fulham pour 4,6 M€. Après deux saisons mitigées, il rejoint Rennes. Considéré comme l'un des meilleurs défenseurs centraux de ligue 1, il devient international marocain à partir de 2001 et est finaliste de la CAN en 2004. Mais à la suite d'une blessure, il perd sa place de titulaire dans le club breton et son contrat n'est pas renouvelé.

### De Olympiakos à Valenciennes
Après un intermède de six mois au Pirée, en janvier 2007, il rejoint Valenciennes, club dont il devient le capitaine. En janvier 2008, il est élu joueur de l'année 2007 par les supporters valenciennois. Le 16 février 2008, Ouaddou est victime d'attaques verbales à caractère raciste de la part d'un supporter messin au Stade Saint-Symphorien lors d'une rencontre face au FC Metz. Le joueur porte plainte et le club de Metz est sanctionné.

### Retour à Nancy
Lors du mercato estival 2008, Ouaddou annonce qu'il souhaite revenir dans son club formateur, l'AS Nancy-Lorraine. Le transfert s'annonce imminent le 1er juillet lorsque l'entraîneur Valenciennois Antoine Kombouaré annonce que son joueur ne devrait pas changer d'avis.
En juillet 2008, un accord est trouvé entre les deux clubs, Ouaddou s'engage à Nancy pour quatre saisons. Mais deux saisons plus tard, en juin 2010, Ouaddou, alors en conflit avec les dirigeants de son club, met de lui-même un terme à son contrat,.
Le 19 février 2010, Ouaddou annonce officiellement sa retraite internationale.
Entre 2010 et 2012, son expérience au Qatar dans le club de Lekhwiya (devenu depuis Al-Duhail Sports Club) puis au Qatar SC se révélera un cauchemar sportivement en raison de la rétention de son passeport qui l'empêche de quitter le pays pour revenir en France.
Le 31 décembre 2012 il s'engage librement avec l'AS Nancy-Lorraine jusqu'à la fin de la saison 2012-2013.
Le 15 janvier 2013, il rompt son contrat avec l'ASNL (choix fait pour le club). Le 24 janvier 2013, il s'engage pour six mois en faveur du Mans mais son transfert ne sera pas homologué, le club manceau étant interdit de recrutement,.

## Carrière en club
| Saison      | Club              | Pays | Championnat    | Championnat | Championnat | Coupes nationales | Coupes nationales | Coupes nationales | Coupes nationales | Coupe d'Europe | Coupe d'Europe | Coupe d'Europe |
| Saison      | Club              | Pays | Division       | Matchs      | Buts        | Coupe de la Ligue | Coupe de la Ligue | Coupe de France   | Coupe de France   | Type           | Matchs         | Buts           |
| ----------- | ----------------- | ---- | -------------- | ----------- | ----------- | ----------------- | ----------------- | ----------------- | ----------------- | -------------- | -------------- | -------------- |
| Saison      | Club              | Pays | Division       | Matchs      | Buts        | Matchs            | Buts              | Matchs            | Buts              | Type           | Matchs         | Buts           |
| 1999 - 2000 | AS Nancy-Lorraine |      | Division 1     | 16          | 0           | 2                 | 0                 | -                 | -                 | -              | -              | -              |
| 2000 - 2001 | AS Nancy-Lorraine |      | Division 2     | 31          | 0           | 2                 | 0                 | 2                 | 0                 | -              | -              | -              |
| 2001 - 2002 | Fulham            |      | Premier League | 8           | 0           | 2                 | 0                 | 2                 | 0                 | -              | -              | -              |
| 2002 - 2003 | Fulham            |      | Premier League | 13          | 0           | 2                 | 0                 | 1                 | 0                 | Intertoto+C3   | 7+3            | 0              |
| 2003 - 2004 | Stade rennais     |      | Ligue 1        | 29          | 2           | -                 | -                 | 1                 | 0                 | -              | -              | -              |
| 2004 - 2005 | Stade rennais     |      | Ligue 1        | 34          | 2           | 1                 | 0                 | 3                 | 0                 | -              | -              | -              |
| 2005 - 2006 | Stade rennais     |      | Ligue 1        | 19          | 1           | 1                 | 0                 | 1                 | 0                 | C3             | 3              | 0              |
| 2006 - 2007 | Olympiakos        |      | Super League   | 6           | 0           | -                 | -                 | ?                 | ?                 | C1             | 1              | 0              |
| 2007 - 2007 | Valenciennes FC   |      | Ligue 1        | 10          | 0           | -                 | -                 | 1                 | 0                 | -              | -              | -              |
| 2007 - 2008 | Valenciennes FC   |      | Ligue 1        | 32          | 0           | 2                 | 0                 | -                 | -                 | -              | -              | -              |
| 2008 - 2009 | AS Nancy-Lorraine |      | Ligue 1        | 23          | 1           | -                 | -                 | -                 | -                 | C3             | 4              | 0              |
| 2009 - 2010 | AS Nancy-Lorraine |      | Ligue 1        | 21          | 1           | 1                 | 0                 | 1                 | 0                 | -              | -              | -              |

## Sélections en équipe nationale
| Matchs internationaux d'Abdeslam Ouaddou | Matchs internationaux d'Abdeslam Ouaddou | Matchs internationaux d'Abdeslam Ouaddou             | Matchs internationaux d'Abdeslam Ouaddou | Matchs internationaux d'Abdeslam Ouaddou | Matchs internationaux d'Abdeslam Ouaddou            | Matchs internationaux d'Abdeslam Ouaddou |
|                                          | Date                                     | Lieu                                                 | Adversaire                               | Résultat                                 | Compétition                                         |                                          |
| ---------------------------------------- | ---------------------------------------- | ---------------------------------------------------- | ---------------------------------------- | ---------------------------------------- | --------------------------------------------------- | ---------------------------------------- |
| 1.                                       | 22 novembre 2000                         | Stade Mohammed-V, Casablanca, Maroc                  | Libye                                    | 0 - 0                                    | Match amical                                        |                                          |
| 2.                                       | 13 janvier 2001                          | Stade olympique de Radès, Radès, Tunisie             | Tunisie                                  | 0 - 1                                    | Éliminatoires de la CAN 2002                        |                                          |
| 3.                                       | 28 janvier 2001                          | Stade international du Caire, Le Caire, Égypte       | Égypte                                   | 0 - 0                                    | Éliminatoires de la coupe du monde 2002             |                                          |
| 4.                                       | 24 février 2001                          | Complexe sportif Moulay-Abdallah, Rabat, Maroc       | Sénégal                                  | 0 - 0                                    | Éliminatoires de la coupe du monde 2002             |                                          |
| 5.                                       | 24 mars 2001                             | Complexe sportif Moulay-Abdallah, Rabat, Maroc       | Tunisie                                  | 2 - 0                                    | Éliminatoires de la CAN 2002                        |                                          |
| 6.                                       | 21 avril 2001.                           | Complexe sportif Moulay-Abdallah, Rabat, Maroc       | Namibie                                  | 3 - 0                                    | Éliminatoires de la coupe du monde 2002             |                                          |
| 7.                                       | 4 mai 2001                               | Stade du 5-Juillet-1962, Alger, Algérie              | Algérie                                  | 1 - 2                                    | Éliminatoires de la coupe du monde 2002             |                                          |
| 8.                                       | 2 juin 2001                              | Nairobi, Kenya                                       | Kenya                                    | 0 - 0                                    | Éliminatoires de la CAN 2002                        |                                          |
| 9.                                       | 30 juin 2001                             | Complexe sportif Moulay-Abdallah, Rabat, Maroc       | Égypte                                   | 1 - 0                                    | Éliminatoires de la coupe du monde 2002             |                                          |
| 10.                                      | 14 juillet 2001                          | Stade Léopold-Sédar-Senghor, Dakar, Sénégal          | Sénégal                                  | 1 - 0                                    | Éliminatoires de la coupe du monde 2002             |                                          |
| 11.                                      | 5 septembre 2001                         | Stade Leonardo-Garilli, Plaisance, Italie            | Italie                                   | 1 - 0                                    | Match amical                                        |                                          |
| 12.                                      | 13 janvier 2002                          | Complexe sportif Moulay-Abdallah, Rabat, Maroc       | Guinée                                   | 2 - 1                                    | Match amical                                        |                                          |
| 13.                                      | 16 janvier 2002                          | Banjul, Gambie                                       | Gambie                                   | 0 - 2                                    | Match amical                                        |                                          |
| 14.                                      | 21 aout 2002                             | Stade de Luxembourg, Luxembourg, Luxembourg          | Luxembourg                               | 0 - 2                                    | Match amical                                        |                                          |
| 15.                                      | 7 septembre 2002                         | Stade Omar-Bongo, Libreville, Gabon                  | Gabon                                    | 0 - 1                                    | Éliminatoires de la CAN 2004                        |                                          |
| 16.                                      | 13 octobre 2002                          | Complexe sportif Moulay-Abdallah, Rabat, Maroc       | Guinée équatoriale                       | 5 - 0                                    | Match amical                                        |                                          |
| 17.                                      | 20 novembre 2002                         | Complexe sportif Moulay-Abdallah, Rabat, Maroc       | Mali                                     | 1 - 3                                    | Match amical                                        |                                          |
| 18.                                      | 12 février 2003                          | Stade Charléty, Paris, France                        | Sénégal                                  | 1 - 0                                    | Match amical                                        |                                          |
| 19.                                      | 29 mars 2003                             | Brookfields National Stadium, Freetown, Sierra Leone | Sierra Leone                             | 0 - 0                                    | Éliminatoires de la CAN 2004                        |                                          |
| 20.                                      | 30 avril 2003                            | Complexe sportif Moulay-Abdallah, Rabat, Maroc       | Côte d'Ivoire                            | 0 - 1                                    | Match amical                                        |                                          |
| 21.                                      | 8 juin 2003                              | Stade Mohammed-V, Casablanca, Maroc                  | Sierra Leone                             | 1 - 0                                    | Éliminatoires de la CAN 2004                        |                                          |
| 22.                                      | 20 juin 2003                             | Complexe sportif Moulay-Abdallah, Rabat, Maroc       | Gabon                                    | 2 - 0                                    | Éliminatoires de la CAN 2004                        |                                          |
| 23.                                      | 6 juillet 2003                           | Malabo, Guinée équatoriale                           | Guinée équatoriale                       | 0 - 1                                    | Éliminatoires de la CAN 2004                        |                                          |
| 24.                                      | 10 septembre 2003                        | Stade El Harti, Marrakech, Maroc                     | Trinité-et-Tobago                        | 2 - 0                                    | Match amical                                        |                                          |
| 25.                                      | 11 octobre 2003                          | Stade olympique d'El Menzah, Tunis, Tunisie          | Tunisie                                  | 0 - 0                                    | Match amical                                        |                                          |
| 26.                                      | 15 novembre 2003                         | Stade d'honneur de Meknès, Meknès, Maroc             | Burkina Faso                             | 1 - 0                                    | Match amical                                        |                                          |
| 27.                                      | 19 novembre 2003                         | Stade Mohammed-V, Casablanca, Maroc                  | Mali                                     | 0 - 1                                    | Match amical                                        |                                          |
| 28.                                      | 27 janvier 2004                          | Stade Mustapha-Ben-Jannet, Monastir, Tunisie         | Nigeria                                  | 1 - 0                                    | Coupe d'Afrique des nations de football 2004        |                                          |
| 29.                                      | 31 janvier 2004                          | Stade Taïeb-Mehiri, Sfax, Tunisie                    | Bénin                                    | 0 - 4                                    | Coupe d'Afrique des nations de football 2004        |                                          |
| 30.                                      | 4 février 2004                           | Stade olympique de Sousse, Sousse, Tunisie           | Afrique du Sud                           | 1 - 1                                    | Coupe d'Afrique des nations de football 2004        |                                          |
| 31.                                      | 8 février 2004                           | Stade Taïeb-Mehiri, Sfax, Tunisie                    | Algérie                                  | 1 - 3                                    | Coupe d'Afrique des nations de football 2004        |                                          |
| 32.                                      | 11 février 2004                          | Stade olympique de Sousse, Sousse, Tunisie           | Malawi                                   | 0 - 4                                    | Coupe d'Afrique des nations de football 2004        |                                          |
| 33.                                      | 11 février 2004                          | Stade olympique de Radès, Radès, Tunisie             | Tunisie                                  | 2 - 1                                    | Coupe d'Afrique des nations de football 2004        |                                          |
| 34.                                      | 28 avril 2004                            | Stade Mohammed-V, Casablanca, Maroc                  | Argentine                                | 0 - 1                                    | Match amical                                        |                                          |
| 35.                                      | 5 juin 2004                              | Kamuzu Stadium, Blantyre, Malawi                     | Malawi                                   | 1 - 1                                    | Éliminatoire CAN et Coupe du monde 2006             |                                          |
| 36.                                      | 3 juillet 2004                           | Botswana National Stadium, Gaborone, Botswana        | Botswana                                 | 0 - 1                                    | Éliminatoire CAN et Coupe du monde 2006             |                                          |
| 37.                                      | 4 septembre 2004                         | Complexe sportif Moulay-Abdallah, Rabat, Maroc       | Tunisie                                  | 1 - 1                                    | Éliminatoire CAN et Coupe du monde 2006             |                                          |
| 38.                                      | 10 octobre 2004                          | Stade du 28-Septembre, Conakry, Guinée               | Guinée                                   | 1 - 1                                    | Éliminatoire CAN et Coupe du monde 2006             |                                          |
| 39.                                      | 9 février 2005                           | Complexe sportif Moulay-Abdallah, Rabat, Maroc       | Kenya                                    | 5 - 1                                    | Éliminatoire CAN et Coupe du monde 2006             |                                          |
| 40.                                      | 26 mars 2005                             | Complexe sportif Moulay-Abdallah, Rabat, Maroc       | Guinée                                   | 1 - 0                                    | Éliminatoire CAN et Coupe du monde 2006             |                                          |
| 41.                                      | 4 juin 2005                              | Complexe sportif Moulay-Abdallah, Rabat, Maroc       | Malawi                                   | 4 - 1                                    | Éliminatoire CAN et Coupe du monde 2006             |                                          |
| 42.                                      | 18 juin 2005                             | Nairobi, Kenya                                       | Kenya                                    | 0 - 0                                    | Éliminatoire CAN et Coupe du monde 2006             |                                          |
| 43.                                      | 18 juin 2005                             | Stade olympique de Radès, Radès, Tunisie             | Tunisie                                  | 2 - 2                                    | Éliminatoire CAN et Coupe du monde 2006             |                                          |
| 44.                                      | 15 novembre 2005                         | Stade de football d'Olembe, Yaoundé, Cameroun        | Cameroun                                 | 0 - 0                                    | Match amical                                        |                                          |
| 45.                                      | 14 janvier 2006                          | Stade El Harti, Marrakech, Maroc                     | Zimbabwe                                 | 1 - 0                                    | Match amical                                        |                                          |
| 46.                                      | 23 mai 2006                              | Nissan Stadium, Nashville, États-Unis                | États-Unis                               | 0 - 1                                    | Match amical                                        |                                          |
| 47.                                      | 28 mai 2006                              | Stade El Harti, Marrakech, Maroc                     | Mali                                     | 0 - 1                                    | Match amical                                        |                                          |
| 48.                                      | 17 octobre 2007                          | Stade El Harti, Marrakech, Maroc                     | Namibie                                  | 2 - 0                                    | Match amical                                        |                                          |
| 49.                                      | 16 novembre 2007                         | Stade de France, Saint-Denis, France                 | France                                   | 2 - 2                                    | Match amical                                        |                                          |
| 50.                                      | 21 novembre 2007                         | Stade El Harti, Marrakech, Maroc                     | Sénégal                                  | 3 - 0                                    | Match amical                                        |                                          |
| 51.                                      | 16 janvier 2008                          | Stade El Harti, Marrakech, Maroc                     | Angola                                   | 2 - 1                                    | Match amical                                        |                                          |
| 52.                                      | 21 janvier 2008                          | Accra Sports Stadium, Accra, Ghana                   | Namibie                                  | 1 - 5                                    | Coupe d'Afrique des nations de football 2008        |                                          |
| 53.                                      | 24 janvier 2008                          | Accra Sports Stadium, Accra, Ghana                   | Guinée                                   | 3 - 2                                    | Coupe d'Afrique des nations de football 2008        |                                          |
| 54.                                      | 28 janvier 2008                          | Accra Sports Stadium, Accra, Ghana                   | Ghana                                    | 2 - 0                                    | Coupe d'Afrique des nations de football 2008        |                                          |
| 55.                                      | 20 août 2008                             | Stade El Harti, Marrakech, Maroc                     | Bénin                                    | 3 - 1                                    | Match amical                                        |                                          |
| 56.                                      | 20 août 2008                             | Sultan Qaboos Sports Complex, Mascate, Oman          | Oman                                     | 0 - 0                                    | Match amical                                        |                                          |
| 57.                                      | 11 octobre 2008                          | Stade El Harti, Marrakech, Maroc                     | Mauritanie                               | 4 - 1                                    | Éliminatoires de la Coupe du monde de football 2010 |                                          |
| 58.                                      | 12 août 2009                             | Stade El Harti, Marrakech, Maroc                     | Congo                                    | 1 - 1                                    | Match amical                                        |                                          |

## Décorations
- Officier de l'ordre du Trône — Le 14 février 2004, il est décoré officier de l'ordre du Wissam al-Arch[14] — ordre du Trône[15] — par le roi Mohammed VI au Palais royal de Rabat[16].

## Source
- Rouge et Blanc, le journal du VAFC, 28/4/2007 (VAFC-Monaco), cf. page 7 : entretien avec le joueur "les premières d'Abdes".

- Ressources relatives au sport :   - BDFutbol
  - L'Équipe
  - FBref
  - FootballDatabase
  - Kicker
  - Leballonrond
  - Mondefootball
  - National Football Teams
  - Olympedia
  - Transfermarkt
  - Transfermarkt (managers)